# Waterslide

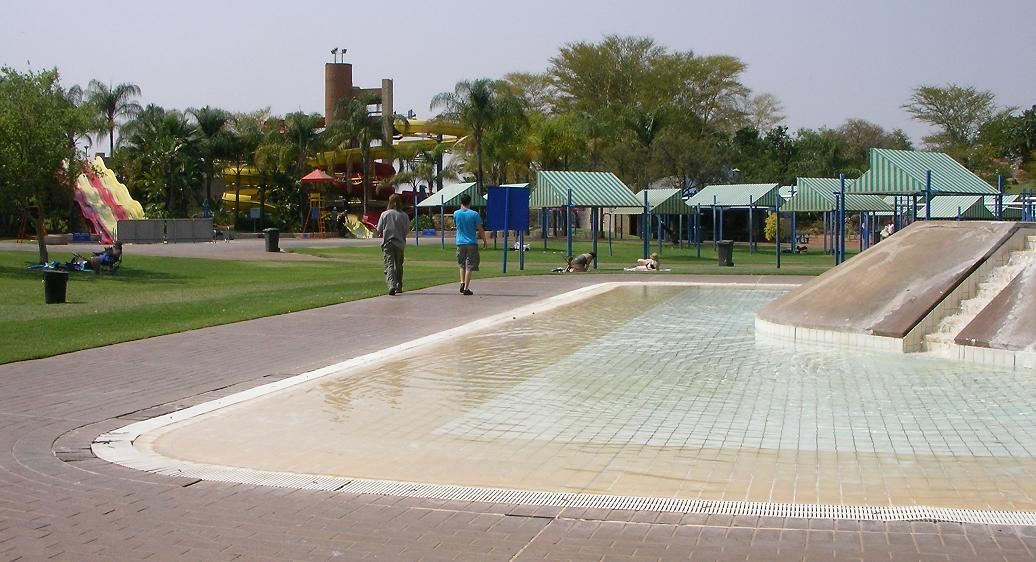
Waterslide à Warm Baths en Afrique du Sud

Un waterslide ou watherride est une structure utilisée dans la pratique du ski freestyle et du snowboard.
Le terme waterslide désigne aussi le fait d'emprunter cette structure.

## Description
Le waterslide est une étendue d'eau artificielle de quelques mètres de long sur en général moins d'un mètre de profondeur aménagée dans un snowpark.
Le waterslide est également le nom de l'action consistant à franchir cette étendue d'eau en ski ou en snowboard. De ce fait, il est possible d'effectuer un waterslide sur une étendue d'eau naturelle.

## But
Le but de ce module est de prendre suffisamment de vitesse pour franchir la piscine en glissant sur l'eau.
Ce module est plutôt impressionnant pour les novices, mais ne présente pas de difficulté particulière et ne permet pas de faire de figure. De ce fait, il devient de plus en plus rare dans les snowparks, d'autant que l'infrastructure et l'installation nécessaire sont bien plus complexes que n'importe quel autre module.

## Risques
La résistance de l'eau et la réaction de l'eau sur les planches de ski ou de snowboard contribuent à freiner considérablement le rideur. Le risque principal de ce module est de ne pas prendre assez de vitesse pour franchir le waterslide et de tomber dans l'eau. Ce qui peut être sujet à une franche rigolade si le waterslide est artificiel et donc peu profond mais il peut devenir très dangereux s'il s'agit d'une étendue d'eau naturelle profonde et si l'eau est froide, puisqu'il est très difficile de nager avec un blouson, un pantalon épais et des skis aux pieds dans une eau à 1 °C.